# 英国皇家鸟类保护协会
英国皇家鸟类保护协会（Royal Society for the Protection of Birds，縮寫RSPB）是英国的一个慈善组织， 成立于1889年。它致力於透过公眾意識活动、请愿和在英國各地經營自然保护区，以促进鸟类和更廣泛环境的保护。以此提高人们的保护意识。
英国皇家鸟类保护协会拥有超过1300名员工、18000名志愿者和100多万会员（包括195,000青年团员），它已成为世界最大的野生动物保护組織之一。英国皇家鸟类保护协会有许多地方团体，並維護222个自然保护区。

## 历史

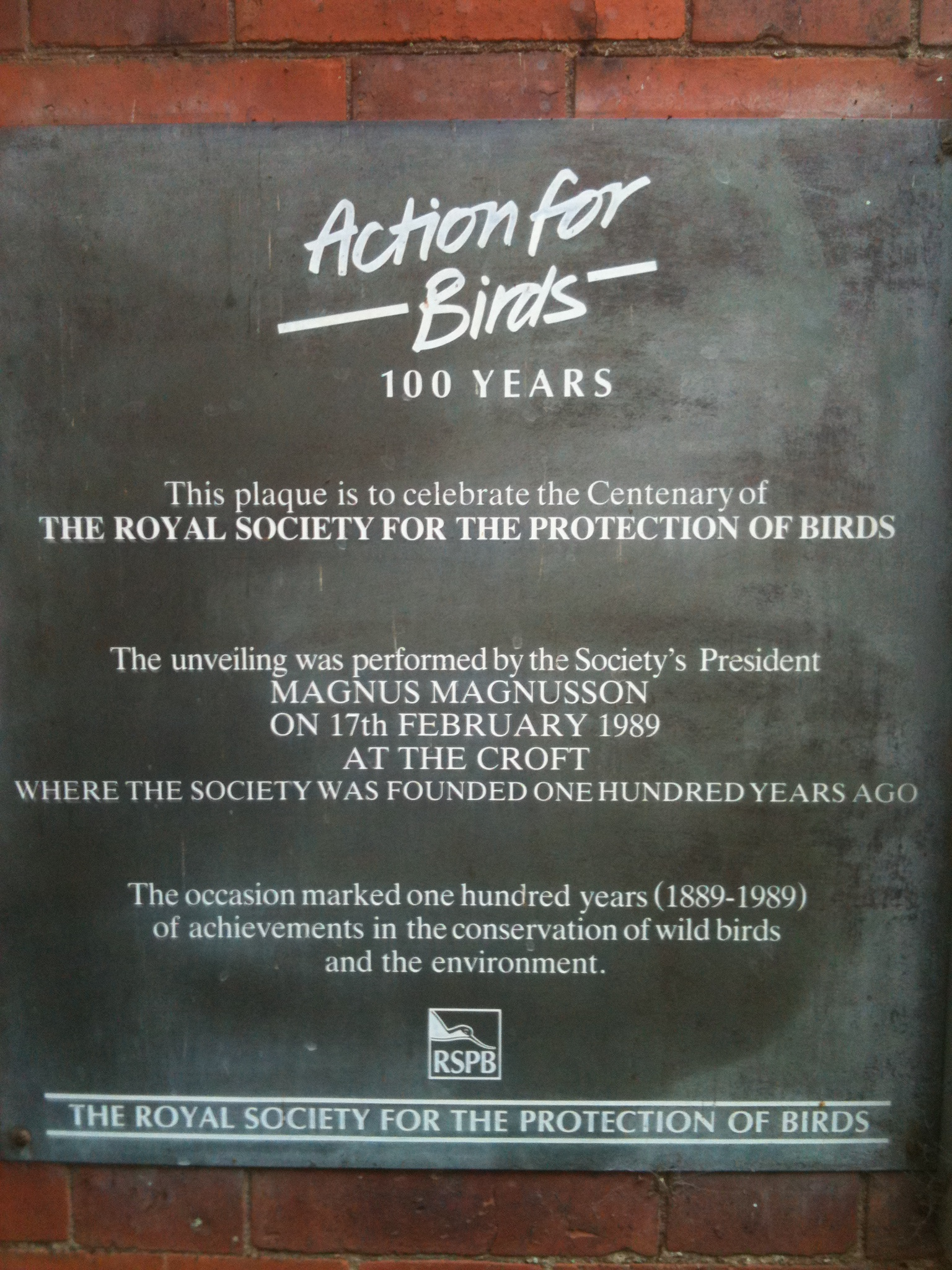
曼彻斯特为纪念英国皇家鸟类保护协会成立了100周年的活动

1889年，艾米莉·威廉姆森在曼彻斯特迪兹伯里的自宅（现在的弗莱彻苔藓植物园）創立了羽衣聯盟（The Plumage League），成立宗旨是反对用凤头鸊鷉和海鸥的皮與羽毛制作裘衣。該組織之後與埃莉莎·菲利普斯、埃塔·萊蒙等人在克羅伊登創立的毛皮和羽毛聯盟（Fur and Feather League）合併，成為鳥類保護協會。
鸟类保护协会的创始成员都是女性，她們反對當時的時尚女性在帽子佩帶异国情調的羽毛。當时制作帽子的羽毛的贸易额非常大。在1884年第一季度，大约有7000只极乐鸟的毛皮被进口到英国，此外还有西印度和巴西的40万只鸟和东印度的36万只鸟。
英国皇家鸟类保护协会不断吸引一些社会地位较高的妇女的支持。渐渐地，协会也开始吸引许多其他影响力较高的人物，且不分男女，如鸟类学家教授阿爾弗雷德·牛頓。协会得到了较好的发展，吸引了许多新成员。成立仅15年后，协会便得到了爱德华七世的皇家宪章。英国皇家鸟类保护协会还帮助英国议会推出了禁止用羽毛制作服装的法律。

## 主要活动
现在，英国皇家鸟类保护协会与公务员一起工作，并同这些公务员一起向政府提供关于环保的政策。在英国，它是协助编写官方所有已发现鸟类保护状态列表的组织之一。

### 自然保护区

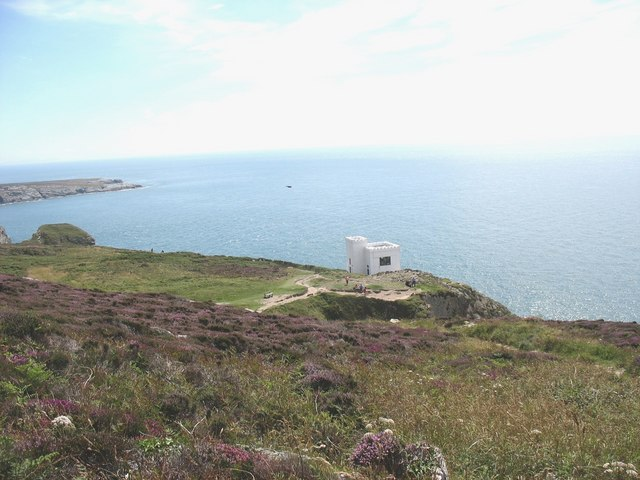
一个位于安格尔西的自然保护区的一个游客中心

英国皇家鸟类保护协会在英国拥有超过200个自然保护区，拥有各种栖息地保护区通常有专门用来观鸟的观鸟屋，在那里游客还可以查询到很多信息，其中包括了在那里可以看到的野生动物的相关信息。

### 奖項
皇家鸟类保护协会被授予的奖项包括了总统奖，这是为了表彰志愿者们在协会的杰出贡献。
英国皇家鸟类保护协会奖（RSPB Medal）是该协会的最高奖项，用于表彰在野生鸟类郊区的保护方面有杰出贡献的人。一般每年颁发给一个人，偶尔会颁发给两个人。
该奖项在1908年被首次颁布，获奖者包括：
- 大卫·爱登堡[14]
- Rt Hon John Gummer[14]
- Bill Oddie[14]
- Prof Chris Perrins FRS (1992)[15]
- Chris Mead (1999)[14]
- Robert Gillmor (2003)[14][15][16]
- Professor Chris Baines (2004)[13][17]
- Dr Colin Bibby (2004)[18]
- Michael McCarthy (2007)[14][15]
- Dr Jeff Watson (2007)[13][18]
- 威爾斯親王查爾斯(2011)[15][19]
- Prof John Lawton FRS (2011)[15]

### 杂志

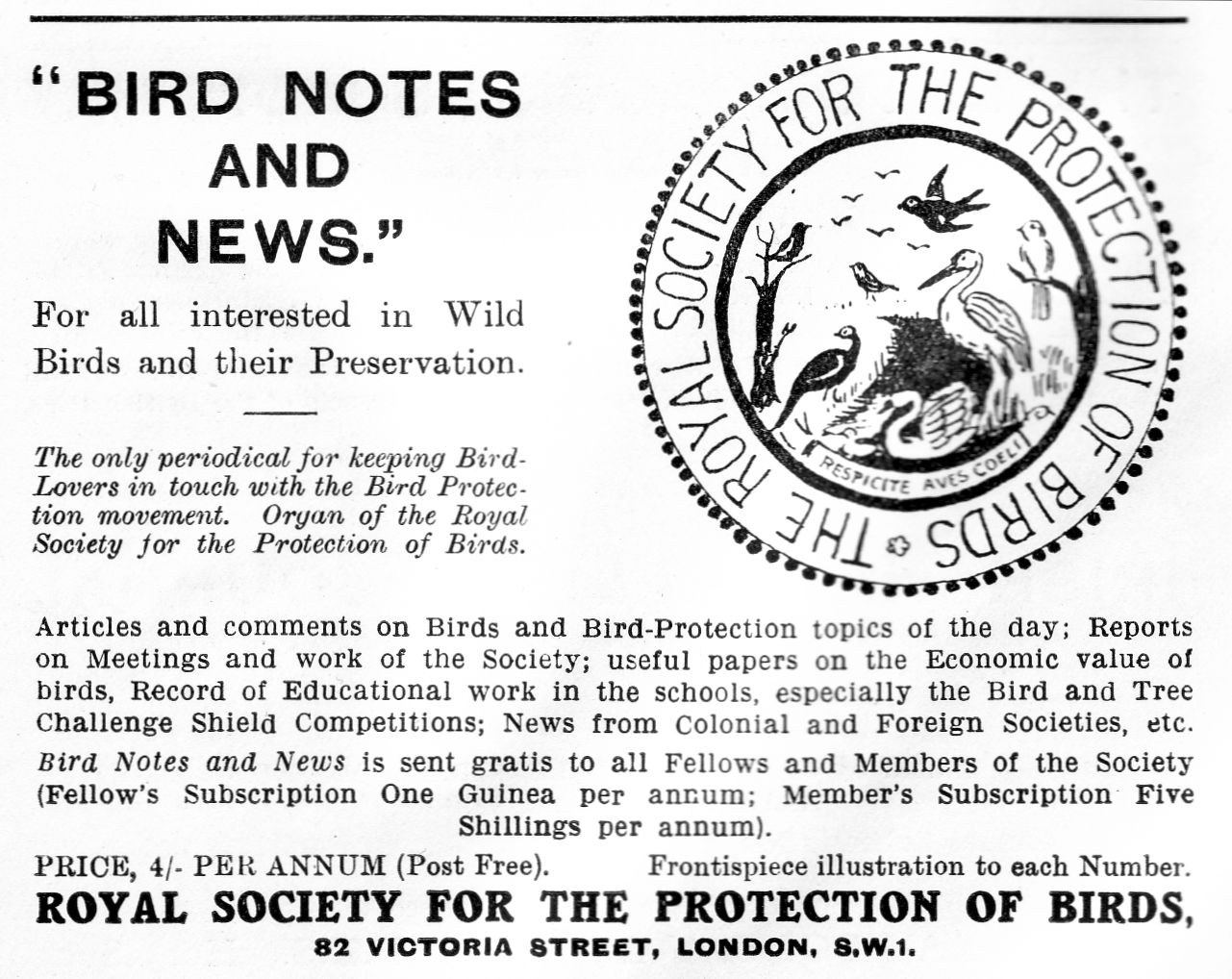
1934年3月版的Bird Notes and News，右上角是早期标志

英国皇家鸟类保护协会有专门供会员阅读的杂志，这已经延续了超过一个世纪。1903年4月，杂志第一次出版，当时杂志的名稱叫做《Bird Notes and News》（ISSN0406-3392）。1947年，名稱改为《Bird Notes》。1966年，再改名為《Bird》。2013年冬季，改為現名《Nature's Home》。

## 财務情况
英国皇家鸟类保护协会主要依靠协会成员的资助来获取资金。截至2006年，协会超过50％的资产来自订阅杂志、捐赠和遗赠，合计53669000英镑。

## 歷任会长

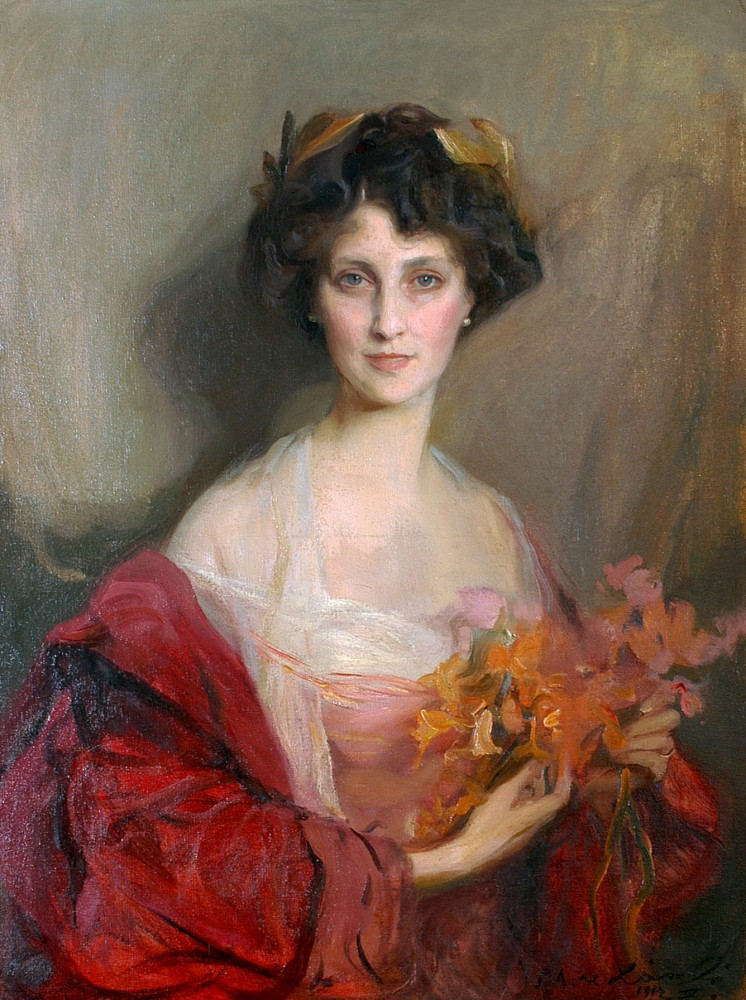
Winifred Cavendish-Bentinck, Duchess of Portland, painted by Philip Alexius de László in 1912

- Winifred Cavendish-Bentinck, Duchess of Portland 1891–1954
- Cyril Hurcomb
- Colonel Sir Tufton Beamish
- Derek Barber, Baron Barber of Tewkesbury
- Robert Dougall
- Max Nicholson 1980–1985
- Magnus Magnusson 1985–1990
- Sir Derek Barber 1990–1991[20]
- Ian Prestt 1991–1994[20]
- Julian Pettifer 1994–?
- Jonathan Dimbleby 2001–?
- Julian Pettifer 2004–2009
- Kate Humble 2009[21]–2013
- Miranda Krestovnikoff 2013–(incumbent) [22]

## 行政主席
随着时间的推移，称呼是有所不同的。
- William Henry Hudson – Chairman of Committee 1894
- Sir Montagu Sharpe, KBE DL – Chairman of Committee 1895–1942
- Phillip Brown
- Peter Conder OBE – Secretary 1963. Director 1964–1975
- Ian Prestt CBE – Director General 1975–1991
- Barbara Young – CEO 1991–1998
- Sir Graham Wynne – CEO 1998–2010
- Mike Clarke – Chief Executive incumbent

## 联合组织
英国皇家鸟类保护协会是“英国野生动植物与乡村联系组织”的一员，亦是國際鳥盟在英国的合作伙伴。还是参与管理政府南大西洋物种入侵项目的合作伙伴。